# بولين كايل
بولين كايل (بالإنجليزية: Pauline Kael)‏ (19 يونيو 1919 - 3 سبتمبر 2001) كانت ناقدة سينمائية أمريكية عملت ككاتبة في مجلة النيويوركر من 1968 إلى 1991. اشتهرت كايل بمراجعاتها «الذكية واللاذعة والمتعنتة والدقيقة»، غالبًا ما تعارضت آرائها مع آراء معاصريها. كانت إحدى أكثر منتقدي الأفلام الأمريكية تأثيرًا في عصرها.
تركت انطباعًا دائمًا لدى العديد من نقاد الأفلام البارزين. أكّد الناقد الكبير روجر إيبرت في تأبين أن كايل «كان لها تأثير إيجابي على مجال الأفلام في أمريكا أكثر من أي شخص آخر على مدى العقود الثلاثة الماضية». قال إن كايل «ليس لديها نظرية، ولا قواعد، ولا إرشادات، ولا معايير موضوعية. لا يمكن تطبيق «أسلوبها» على فيلم. كان معها كل شيء شخصيًا». قالت أوين جلايبرمان إنها «كانت أكثر من ناقدة عظيمة. أعادت اختراع النموذج، وابتكرت جمالية كاملة للكتابة».

## النشأة والتعليم
ولدت كايل في مزرعة دواجن في بيتالوما، كاليفورنيا، لإسحاق بول كايل وجوديث كايل (ني فريدمان)، مهاجرين يهود من بولندا. فقَدَ والداها مزرعتهما عندما كانت كايل في الثامنة، وانتقلت العائلة إلى سان فرانسيسكو. في عام 1936، التحقت بجامعة كاليفورنيا في بركلي، حيث درست الفلسفة والأدب والفن، لكنها انسحبت في عام 1940. رغبت كايل بالذهاب إلى كلية الحقوق، لكنها عاشرت مجموعة من الفنانين وانتقلت إلى مدينة نيويورك مع الشاعر روبرت هوران.
عادت كايل إلى بيركلي بعد ثلاث سنوات و«عاشت حياة بوهيمية»، كتبت مسرحيات، وعملت في الأفلام التجريبية. أقامت في منزل خشبي خاص بالفنون التطبيقية من عام 1905 مكون من طابقين وكان مركزًا للأشخاص المهتمين بالفنون. ملأت الجدران لوحات فنية من تصميم جيس كولينز وديفيد يونغ ألين، إلى جانب رسومات ماتيس وبيكاسو. كتبت الفنانة هاري جاكوبس، التي كانت تعيش في كوخ خلف المنزل، «كان منزلها في بيركلي مركزًا كبيرًا للأشخاص المهتمين بالفنون. استضافت بولين أمسيات مع النخبة الثقافية، إذ أحبت مخاطبة العديد من الأصوات الواعدة في المسرح الفني لمنطقة الخليج في الخمسينيات والستينيات من القرن العشرين.» في عام 1948، أنجبت كايل وصانع الأفلام جايمس بروتون ابنة، جينا، والتي ربتها كايل بمفردها. عانت جينا من مرض خطير خلال معظم طفولتها؛ لدعم ابنتها ودعم نفسها، عملت كايل في سلسلة من الوظائف البسيطة مثل الطهي والخياطة، إلى جانب عملها كمحررة إعلانات.

## المهنة
في عام 1953، سمع محرر مجلة ستي لايت كايل تتناقش حول الأفلام في مقهى مع صديق وطلب منها مراجعة فيلم تشارلي تشابلن أضواء المسرح (لايملايت). دبلجت كايل فيلم «سلايم لايت»، وبدأت بنشر النقد السينمائي بانتظام في المجلات.

أوضحت كايل في وقت لاحق أسلوبها في الكتابة: «عملت على تخفيف أسلوبي - للابتعاد عن غطرسة التقارير التي نتعلمها في الكلية. أردت أن تتنفس الجُمل، أن تمتلك صوت بشري». قللت كايل من شأن موضوعية النقاد المثلى المزعومة، مشيرة إلى أنها «موضوعية حمقاء»، وأدرجت جوانب من سيرتها الذاتية في نقدها. في مراجعة لفيلم الواقعية الإيطالية الجديدة لفيتوريو دي سيكا عام 1946 شو شاين والذي صُنف ضمن أكثر أفلامها تميزًا، وصفت كايل مشاهدتها للفيلم:
... بعد إحدى المشاجرات المخيفة للعشاق التي تترك المرء في حالة من اليأس غير المفهوم. خرجت من المسرح، والدموع تنهمر من عيني، وسمعت صوتًا كئيبًا لفتاة جامعية تشكو إلى صديقها، «حسنًا، لا أرى ما الشيء المميز جدًا في هذا الفيلم.» مشيت في الشارع، أبكي بعشوائية، لم أعد واثقةً ما إذا كانت دموعي بسبب المأساة على الشاشة، أو اليأس الذي شعرت به من نفسي، أو الغربة التي شعرت بها من أولئك الذين لم يتأثروا بتألق شو شاين. لأنه إذا كان الناس لا يستطيعون الشعور بشو شاين، فبماذا يشعرون؟... علمت لاحقًا أن الرجل الذي تشاجرت معه ذهب في نفس الليلة وظهر أيضًا باكيًا. لكن دموعنا لبعضنا البعض، ولشو شاين لم تجمعنا. الحياة، كما يوضح شو شاين، أعقد من أن تكون نهايتها سعيدة.
بثت كايل العديد من مراجعاتها الأولية على محطة الإذاعة العامة البديلة كيه بي إف ايه، في بيركلي، واكتسبت المزيد من الشعبية المحلية كمديرة نقابة سينما بيركلي من عام 1955 حتى عام 1960. برمجت كايل الأفلام في المسرح ذي الشاشتين، «كررت الأفلام المفضلة عندها دون مبرر حتى أصبحت أيضًا المفضلة لدى الجمهور.» وكتبت مجموعة من المراجعات «اللاذعة» للأفلام، والتي بدأ رعاتها في جمعها.

## فترة صحيفة النيويوركر
في البداية، اعتبر الكثيرون أسلوبها العامي الطائش في الكتابة يتناسب بشكل غريب مع صحيفة نيويوركر المتطورة والأنيقة. تذكرت كايل «تلقيت رسالة من كاتب بارز في نيويوركر يشير إلى أنني كنت أدوس عبر صفحات المجلة بحذاء رعاة البقر المغطى بالروث». خلال فترة عملها في نيويوركر، تمكنت من الاستفادة من منتدى سمح لها بالكتابة مطولًا- وبأقل تدخل تحريري- وبذلك حققت أكبر شهرة لها. بحلول عام 1968، كانت مجلة تايم تشير إليها على أنها «إحدى أفضل نقاد الأفلام في البلاد».
تلقت كايل، في عام 1970، جائزة جورج بولك لعملها كناقدة في نيويوركر. واصلت نشر مجموعات من كتاباتها بعناوين إيحائية مثل كيس كيس بانغ بانغ و وين ذا لايتس غو داون و تيك إت أول إن. فازت مجموعتها الرابعة، دييبر إنتو موفيز 1973، بجائزة الكتاب الوطنية الأمريكية ضمن فئة الفنون والآداب. كان أول كتاب غير روائي عن الأفلام يفوز بجائزة الكتاب الوطنية.
كتبت كايل أيضًا مقالات فلسفية حول مشاهدة الأفلام في المسارح، صناعة أفلام هوليوود الحديثة، وما اعتبرته نقص شجاعة من جانب الجمهور لاستكشاف أفلام أقل شهرة وأكثر تحديًا (نادرًا ما استخدمت كلمة «فيلم» لوصف الأفلام لأنها شعرت أن الكلمة كانت نخبوية جدًا). من بين مقالاتها الأكثر شعبية كانت مراجعة عام 1973 لكتاب نورمان ميلر شبه الخيالي مارلين: سيرة ذاتية (سرد لحياة مارلين مونرو)؛ نظرة ثاقبة (1975)على مهنة كاري غرانت؛ و«رايزينج كين» 1971، مقال بطول كتاب عن تأليف فيلم المواطن كين الذي كان أطول عمل من الكتابة المتواصلة قامت به حتى الآن.
طُبع «رايزينج كين» لأول مرة في عددين متتاليين من مجلة النيويوركر. دعمت المقالة مناظرة كايل حول نظرية المؤلف، مبينةً أن هيرمان جي. مانكيوز، المؤلف المساعد للنص السينمائي، كان عمليًا المؤلف الوحيد للنص والقوة الإرشادية الفعلية للفيلم. زعمت كايل أيضًا أن أورسن ويلز سعى بقوة لحرمان مانكيوز من أرباح الشاشة. قاضى ويلز كايل بتهمة التشهير. دافع عنه النقاد والعلماء والأصدقاء بما في ذلك بيتر بوغدانوفيتش، الذي دحض ادعاءات كايل في مقال عام 1972، الذي تضمن الكشف عن أن كايل قد استولى على البحث المكثف لعضو هيئة التدريس بجامعة كاليفورنيا في لوس أنجلوس ولم يُنسِب الفضل إليه.
قال وودي آلن عن كايل، «لديها كل صفات الناقد الكبير باستثناء المحاكمة. وأنا لا أقصد ذلك كمزحة. لديها شغف كبير، وذكاء رائع، وأسلوب كتابة مدهش، ومعرفة واسعة بتاريخ الأفلام، لكن لطالما فاجأتني بما تختار أن تعظمه أو ما تفشل برؤيته».

## روابط خارجية
- بولين كايل على موقع IMDb (الإنجليزية)
- بولين كايل على موقع ميتاكريتيك (الإنجليزية)
- بولين كايل على موقع الموسوعة البريطانية (الإنجليزية)
- بولين كايل على موقع روتن توميتوز (الإنجليزية)
- بولين كايل على موقع ألو سيني (الفرنسية)
- بولين كايل على موقع ديسكوغز (الإنجليزية)
- بولين كايل على موقع قاعدة بيانات الفيلم (الإنجليزية)
- بولين كايل على موقع كينوبويسك (الروسية)